# Сугарево
Сугарево је насељено место у општини Сандански у области Благоевград, Бугарска. Према попису из 2021. године било је 13 становника.
Према бугарском географу и историчару, Василу Канчову, у Сугареву је 1900. године живело 194 Словена хришћана..
У Сугареву је 31. августа 1924. године убијен Тодор Александров, један од оснивача и вођа ВМРО-а у међуратном периоду.